# Collision Course (Asleep at the Wheel)
| Recensione       | Giudizio |
| ---------------- | -------- |
| AllMusic         |          |
| Robert Christgau | B-       |

Collision Course è il sesto album discografico del gruppo musicale di country-rock statunitense Asleep at the Wheel, pubblicato dalla casa discografica Capitol Records nel 1978.

## Tracce

### LP
Lato A
1. Pipe Dreams – 3:09 (James Robert Chatwell)
2. Song of the Wanderer – 4:02 (Neil Moret)
3. Pine Grove Blues – 3:27 (Nathan Abshire)
4. One O'Clock Jump – 4:29 (Count Basie)
5. Louisiana – 5:08 (Randy Newman)

Lato B
1. Texas Me and You – 3:28 (Ray Benson)
2. Ruler of My Heart – 3:45 (Naomi Neville)
3. Don't Forget the Trains – 3:56 (Kevin Blackie Farrell)
4. Ain't Nobody Here But Us Chickens – 2:55 (Joan Whitney, Alex Kramer)
5. Ghost Dancer – 3:47 (Leroy Preston)

## Formazione
- Ray Benson - chitarra solista, voce
- Chris O'Connell - chitarra ritmica, percussioni, voce
- Leroy Preston - chitarra ritmica, percussioni, voce
- Link Davis - sassofono tenore, sassofono baritono, cajun accordion, voce
- Lucky Oceans - chitarra pedal steel
- Floyd Domino (Jim Haber) - piano, organo
- Danny Levin - fiddle, mandolino
- Bill Mabry - fiddle
- Andy Stein - sassofono baritono, fiddle
- Pat Ryan - sassofono alto, sassofono tenore, sassofono baritono, flauto, clarinetto
- Tony Garnier - contrabbasso, basso elettrico
- Chris York - batteria

Ospiti
- Dolores Hall - cori di sottofondo
- Benny Diggs - cori di sottofondo
- Arthur Freeman - cori di sottofondo
- Phillip Ballou - cori di sottofondo

Note aggiuntive
- Joel Dorn - produttore (per la Masked Announcer)
- Jack Shaw - consulente alla produzione
- Kathy Tufaro - assistente alla produzione
- Registrato e mixato al Regent Sound Studios di New York City, New York
- Date registrazioni brani: 6, 7, 8, 9 e 14 dicembre 1977[3]
- Vince McGarry - ingegnere delle registrazioni e del remixaggio
- Ray Baggott, Al Priest e Marvin Schultz - road crew (Asleep at the Wheel)
- Ray Benson - progetto copertina album originale
- Michael Priest - cover art e design copertina album originale
- Guy Juke - coloring
- Richard Shaughnessey e Benson Caswell - fotografie copertina album originale[4]

## Classifica
Album
| Anno | Classifica         | Posizione raggiunta |
| ---- | ------------------ | ------------------- |
| 1978 | Top Country Albums | 46                  |

Singoli
| Anno | Titolo del brano | Classifica        | Posizione raggiunta |
| ---- | ---------------- | ----------------- | ------------------- |
| 1978 | Texas Me and You | Hot Country Songs | 75                  |